# Бомон-ле-Роже
Бомон-ле-Роже (фр. Beaumont-le-Roger) — коммуна на севере Франции, регион Нормандия, департамент Эр, округ Берне, кантон Брионн. Расположена в 31 км к западу от Эврё и в 56 км к юго-западу от Руана, в 11 км от автомагистрали А28. На юге коммуны находится железнодорожная станция Бомон-ле-Роже линии Мант-ла-Жоли–Шербур.
Население (2018) — 2 813 человек.

## История
Первоначально Бомон-ле-Роже — сеньория, входившая в состав герцогства Нормандия. В 1008 году она была передана жене герцога Ричарда II Юдит Бретонской, которая подарила её аббатству Берне. Своим именем она обязана Рожеру де Бомон по прозвищу Бородатый (фр. Roger de Beaumont; ок. 1015 — 29 ноября 1094) — нормандскому аристократу, соратнику Вильгельма Завоевателя, сеньору де Ваттевиль и де Бомон-ле-Роже, графу де Мёлан, основателю англо-французского дворянского рода Бомонов. В Бомон-ле-Роже Рожер построил церковь Св. Троицы.
После присоединения Нормандии к Франции Бомон-ле-Роже вошёл в состав королевского домена. В 1284 году сеньория была выделена во владение младшему сыну Филиппа III Людовику. В 1309 году король Франции Филипп IV выделил Бомон-ле-Роже в статусе графства Роберту III д’Артуа (1287—1342), сеньору Конша. В 1329 году графство возведено в ранг пэрства. После проигранной тяжбы (за графство Артуа) и обвинениях в подделке документов, Роберта в 1332 году лишили герба и конфисковали его владения, включая графство Бомон-ле-Роже.
Вследствие его близости с важным аэродромом, созданным Германией во время Второй Мировой войны, Бомон-ле-Роже неоднократно подвергался бомбардировкам, в результате чего больше половины города было разрушено во время Второй Мировой войны.

## Достопримечательности
- Церковь Святого Николая XII-XVII веков
- Усадьба Ом
- Развалины монастыря Святой Троицы XI-XIII веков
- Здание мэрии XVI-XIX веков

## Экономика
Структура занятости населения:
- сельское хозяйство — 1,1 %
- промышленность — 31,4 %
- строительство — 4,1 %
- торговля, транспорт и сфера услуг — 28,4 %
- государственные и муниципальные службы — 35,0 %

Уровень безработицы (2017) — 15,9 % (Франция в целом — 13,4 %, департамент Эр — 13,4 %). 

Среднегодовой доход на 1 человека, евро (2018) — 20 010 (Франция в целом — 21 730, департамент Эр — 21 700).

## Демография
Динамика численности населения, чел.

## Администрация
Пост мэра Бомон-ле-Роже с 2014 года занимает член партии Союз демократов и независимых Жан-Пьер Ле Ру (Jean-Pierre Le Roux), член Совета департамента Эр от кантона Брионн. На муниципальных выборах 2020 года возглавляемый им список победил в 1-м туре, получив 74,49 % голосов.
| Период | Период | Фамилия        | Партия                        | Примечания                            |
| ------ | ------ | -------------- | ----------------------------- | ------------------------------------- |
| 1971   | 1983   | Морис Веди     |                               |                                       |
| 1983   | 2014   | Серж Дессон    | Разные правые                 | член Генерального совета департамента |
| 2014   |        | Жан-Пьер Ле Ру | Союз демократов и независимых | член Совета департамента              |

## Города-побратимы
- Уоттон-андер-Эдж, Великобритания
- Херцегкут, Венгрия
- Оберзульм, Германия

## Галерея
- Церковь Святого Николая
- Руины монастыря Святой Троицы